# Franz Lehmann (Widerstandskämpfer)
Franz Lehmann (* 17. Februar 1899 in Schlaitz; † 14. Februar 1945 in Dresden) war ein deutscher Arbeiterfunktionär und antifaschistischer Widerstandskämpfer.

## Leben
Franz Lehman beteiligte sich 1921 an den Märzkämpfen in Mitteldeutschland. Ein Jahr später trat er in die KPD ein. Er arbeitete in den Leunawerken und wurde dort zum Betriebsrat gewählt. Er hatte die Funktionen des Arbeiterratsvorsitzenden und des stellvertretenden Betriebsratsvorsitzenden inne. Aufgrund seiner politischen Aktivitäten wurde er 1929 entlassen. Gleichzeitig wurde er aus dem sozialdemokratischen Fabrikarbeiterverband ausgeschlossen.
Nach der Machtergreifung 1933 begann er mit der illegalen Arbeit. Er wurde 1933 verhaftet und ins KZ Lichtenburg gebracht. Ende 1933 wurde er wieder entlassen. Kurz danach wurde seine Frau, Hilde Lehmann, verhaftet. Lehmann zog mit seiner kleinen Tochter nach Dresden-Kaditz zu seinen Schwiegereltern.
Im Jahr 1937 wurde ihm zusammen mit anderen Leunaarbeitern vor dem Reichsgericht in Leipzig ein mehrtägiger Prozess wegen Hoch- und Landesverrats gemacht. Alle Angeklagten wurden jedoch freigesprochen.
Im Herbst 1939 fand er wieder eine Arbeit als Hilfsdreher in der Maschinenfabrik Krautwald in Dresden-Pieschen. Ab 1941 hielten seine Frau und er Kontakt zur Schumann-Engert-Kresse-Gruppe in Leipzig, von denen sie auch konkrete Aufträge erhielten. Im Jahr 1944 sollten sie eine Verbindung zu Ernst Thälmann im Zuchthaus Bautzen herstellen, um ihn über das Nationalkomitee Freies Deutschland zu informieren. Es gelang, einen Hilfswachtmeister in Bautzen für die Aufgabe zu gewinnen, die Gestapo erfuhr jedoch von der Aktion. Hilde und Franz Lehmann wurden Ende 1944 verhaftet und im Untersuchungsgefängnis am Münchner Platz inhaftiert. Bei den Luftangriffen auf Dresden am 13. Februar 1945 wurden große Teile des Gefängnisses zerstört. Die Gefängnisverwaltung teilte am 15. März 1945 mit, dass Franz Lehmann bei der Bombardierung ums Leben gekommen sei. Sein symbolisches Grab befindet sich im Ehrenhain des Heidefriedhofs.

## Gedenken

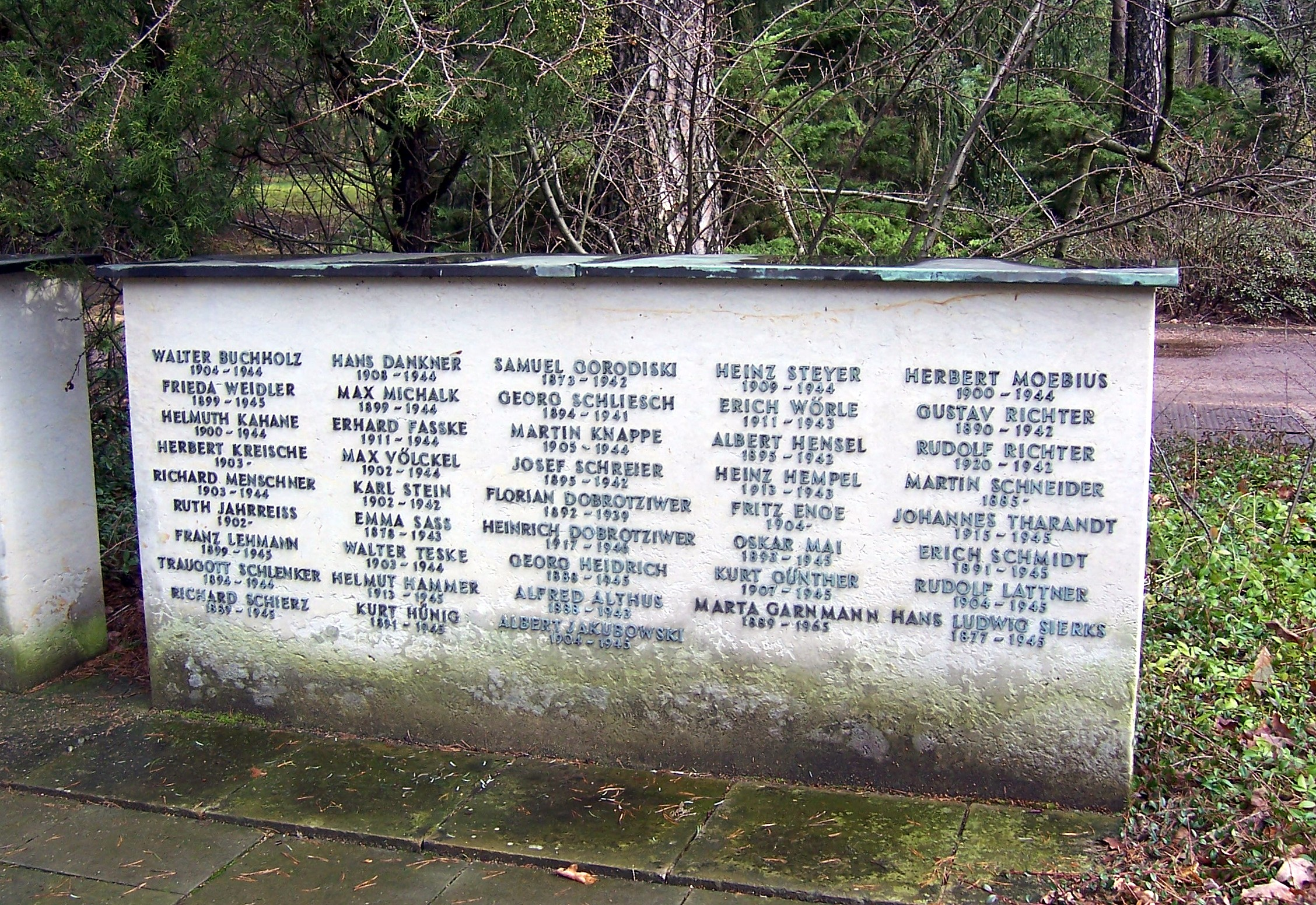
Symbolische Grabstätte Lehmanns im Ehrenhain des Heidefriedhofs

Am 1. Juli 1946 wurde die Lützowstraße in Dresden-Mickten in Franz-Lehmann-Straße umbenannt. 1968 erhielt die 41. Polytechnische Oberschule in Dresden-Mickten den Ehrennamen „Franz Lehmann“. Im Jahr 2008 wurde die Schule, die ihren Ehrennamen nach der Wende nicht mehr genutzt hatte, umbenannt in 41. Grundschule „Elbtalkinder“. Ein Gedenkstein für Lehmann steht noch immer (Stand: 2020) im Vorgarten des Schulhauses.
Lehmanns Lebenslauf ist Teil der biografischen Sammlung der 1947 gegründeten und 1953 in der DDR aufgelösten Vereinigung der Verfolgten des Naziregimes, die im Bundesarchiv verwahrt ist.